# Irwin Crosthwait
Irwin Crosthwait, dit Bud, (24 juin 1914 - 1er septembre 1981) est un artiste peintre canadien principalement connu en tant qu'illustrateur de mode.

## Biographie
Il est né le 24 juin 1914 à Creston en Colombie-Britannique, Canada. 

Il étudie au Collège Sir George Williams à Montréal avant d'intégrer le Pratt Institute de New York.
En 1944, Crosthwait reçoit le prestigieux prix canadien Jessie Dow pour sa peinture à l'aquarelle.
En 1945, il est artiste officiel de la marine royale du Canada et, avec le grade de lieutenant, il navigue à bord de plusieurs bâtiments militaires.
En 1946, Crosthwait installe son atelier à Paris, à Montmartre. Il finit par y connaître le succès en tant qu'illustrateur de mode. Ses croquis de mode illustrent les pages du magazine Harper's Bazaar à chaque saison pour les nouvelles collections.
Irwin Crosthwait se lie d'amitié avec des créateurs de mode tels Marc Vaughan, mais également avec de nombreux peintres parisiens souvent adeptes du tachisme, mouvement qui influence également son travail personnel. Victor Vasarely dira de lui : « Irwin est un peintre qui a la force, l'imagination, le goût et l'individualité »;
Il voyage et expose dans de nombreuses villes européennes et nord américaines. Il réside souvent à Menzonio, dans le Tessin, en Suisse, où il possède une petite maison.
Il passe les dernières années de sa vie à Caracas où il expose à la galerie Felix et c'est à Montréal qu'il décède le 1er septembre 1981.